# Manulife Place
Manulife Place ist ein 146 Meter hohes Bürogebäude mit Shopping Center in Edmonton, Alberta, Kanada. Das Gebäude wurde 1983 fertiggestellt und von den Architekten Clifford Lawrie Bolton Ritchie Architects entworfen. Es befindet sich an der Ecke 102 Avenue und 101 Street.
Das zweistöckige Einkaufszentrum umfasst mehrere Einkaufsgeschäfte sowie Restaurants und Cafés sowie weitere Einrichtungen. Es ist durch die Skywalk Bridge mit dem City Centre und Commerce Place verbunden.
Das Gebäude war das höchste in Edmonton bis Ende 2010. Im Jahre 2011 wurde das Gebäude von dem neuen Epcor Tower mit einer Höhe von 149 Metern abgelöst.